# 루마니아 아테나움

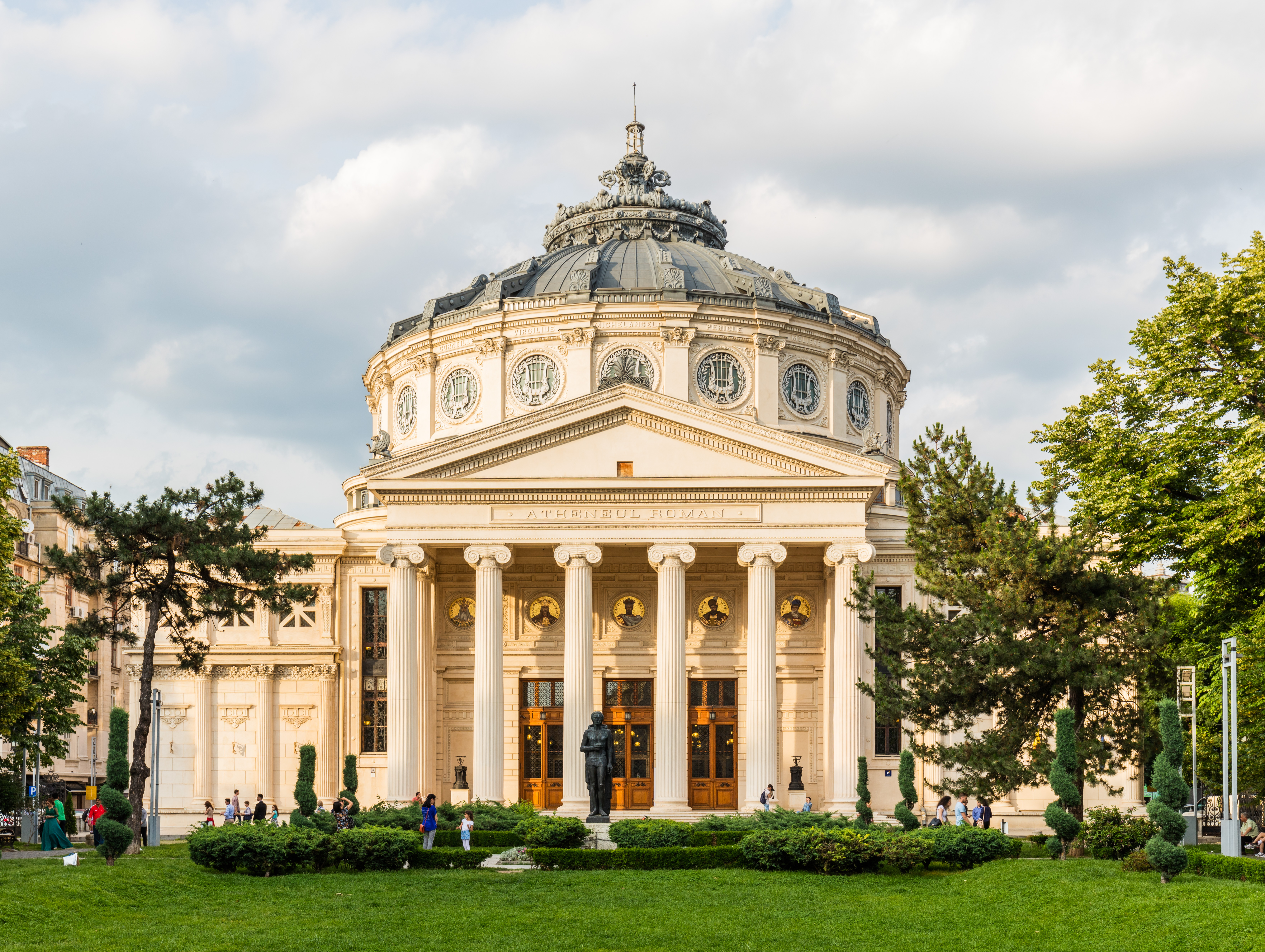

루마니아 아테나움(Romanian Athenaeum, 루마니아어: Ateneul Român)은 루마니아 부쿠레슈티 중심부에 위치한 콘서트홀이자 루마니아 수도의 랜드마크이다. 1888년에 개장한 이 화려한 돔형 원형 건물은 도시에서 가장 유명한 콘서트 홀이자 "조지 에네스쿠" 필하모닉과 조지 에네스쿠 페스티벌의 본거지이다.

## 갤러리

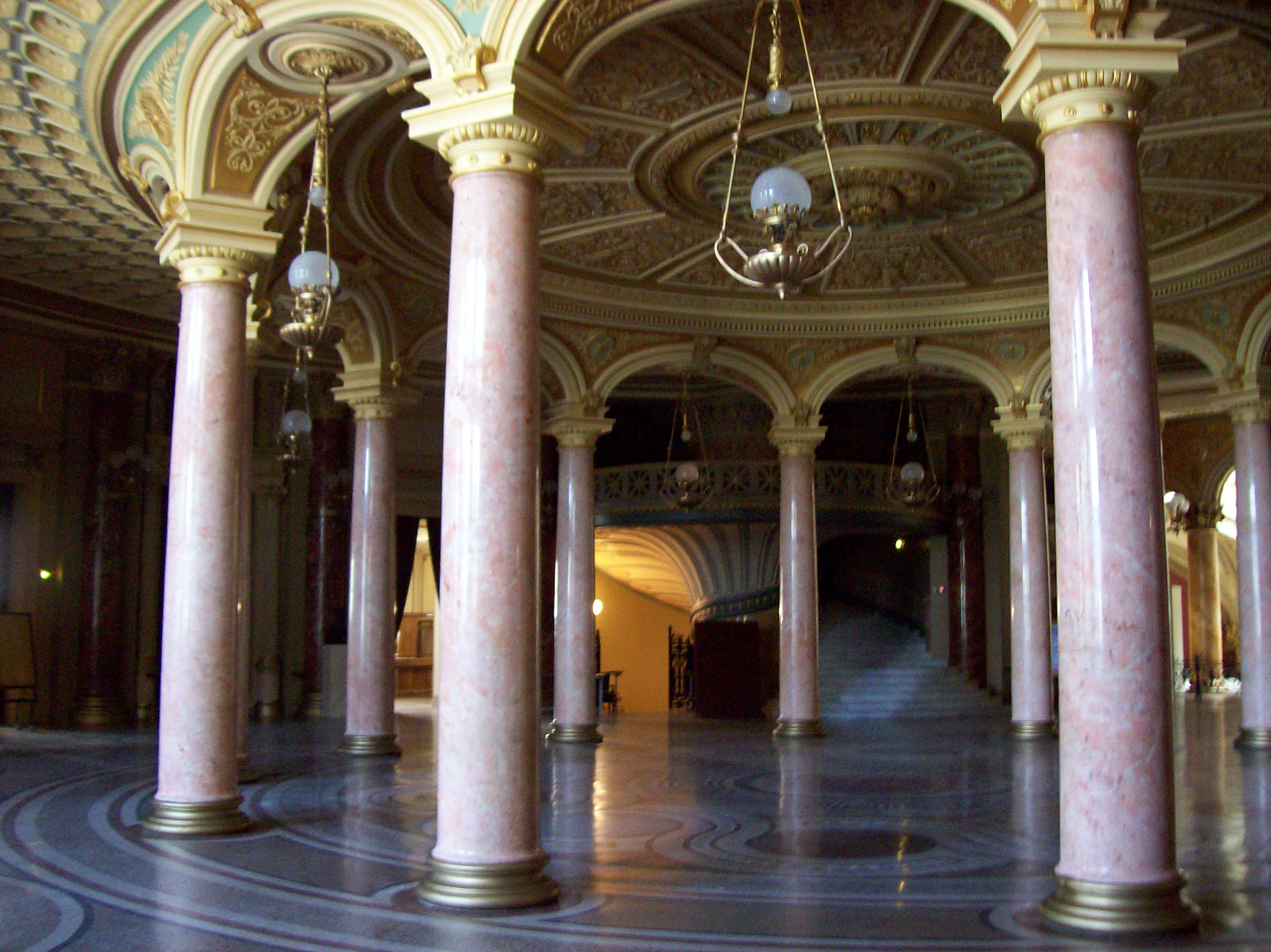
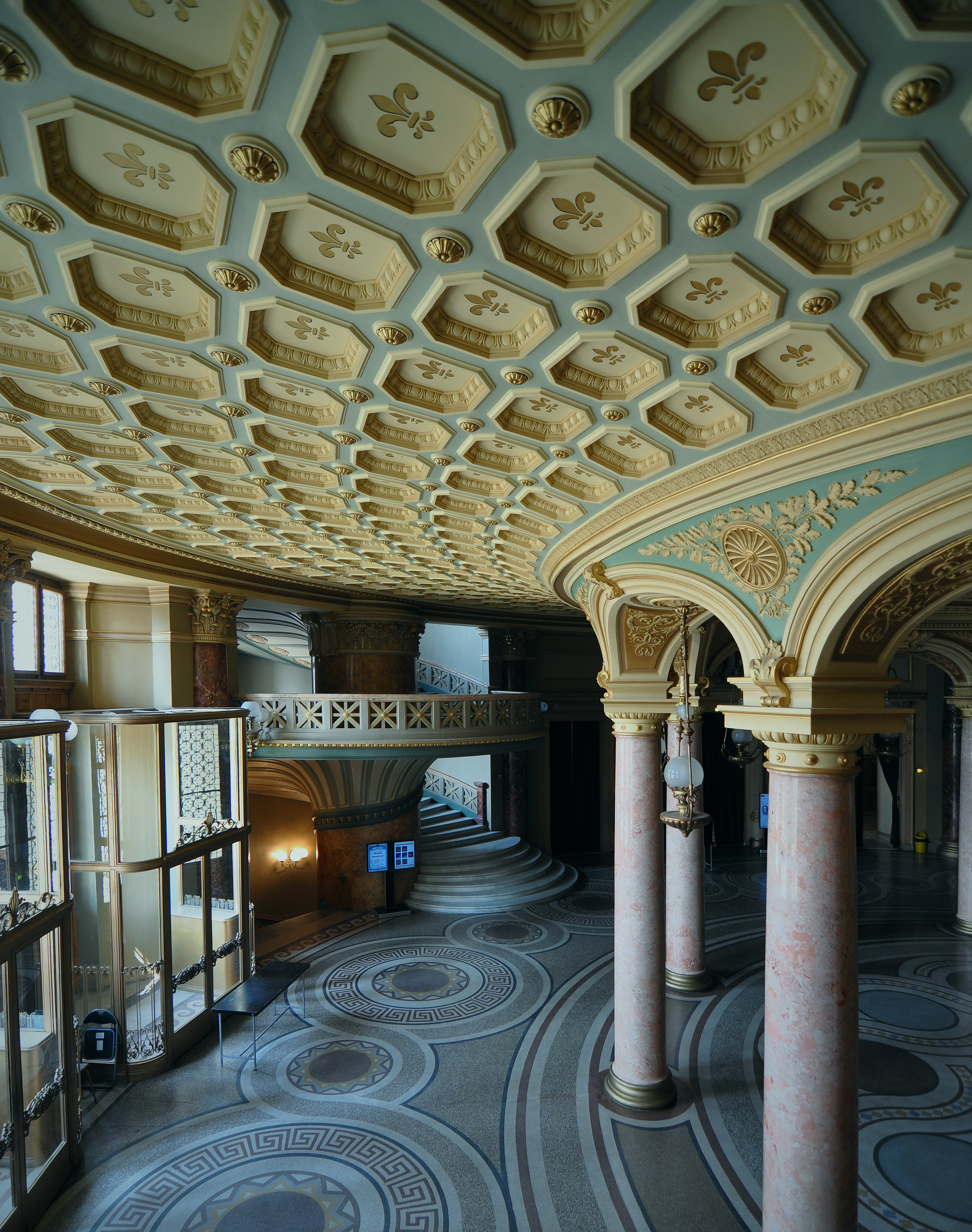
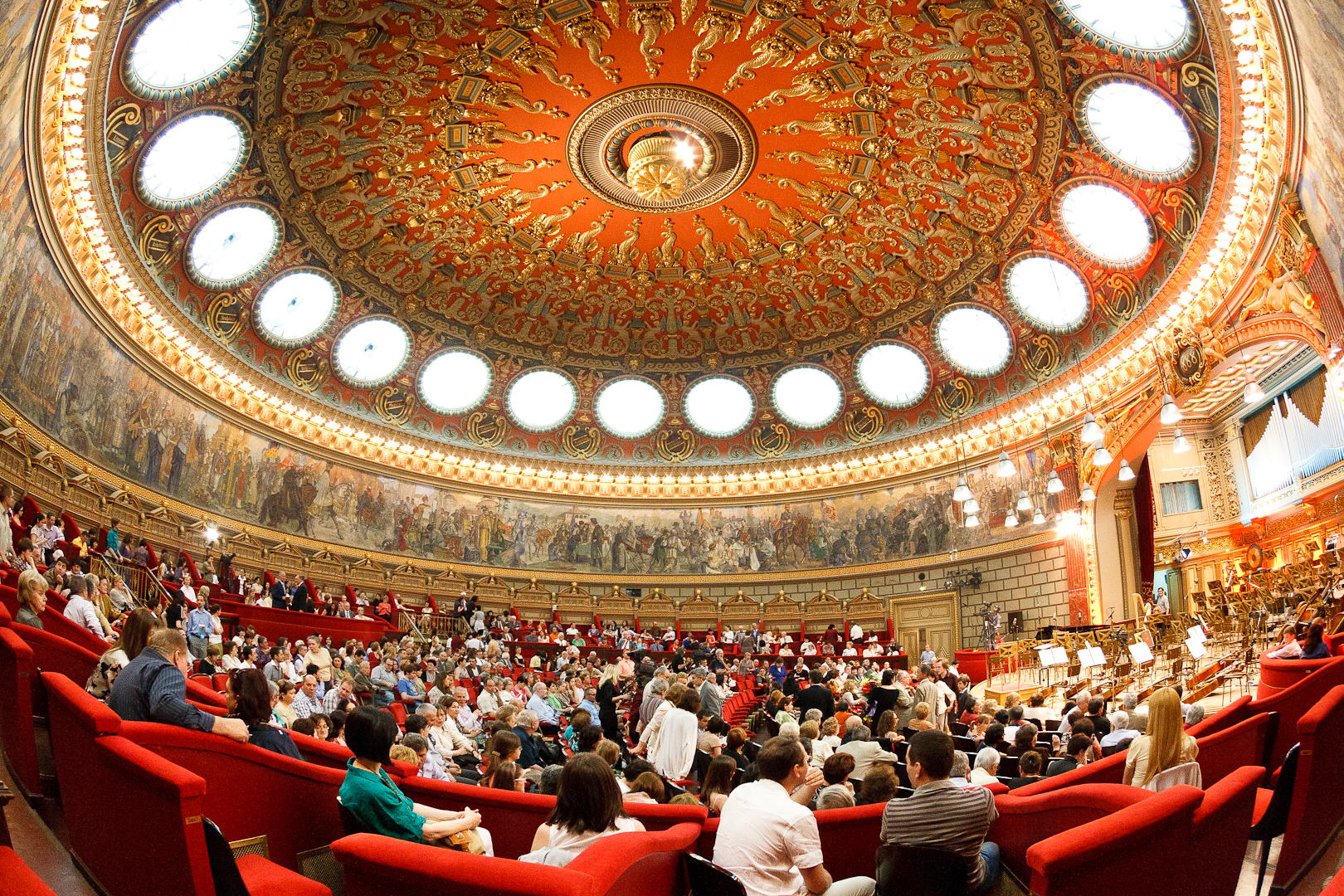
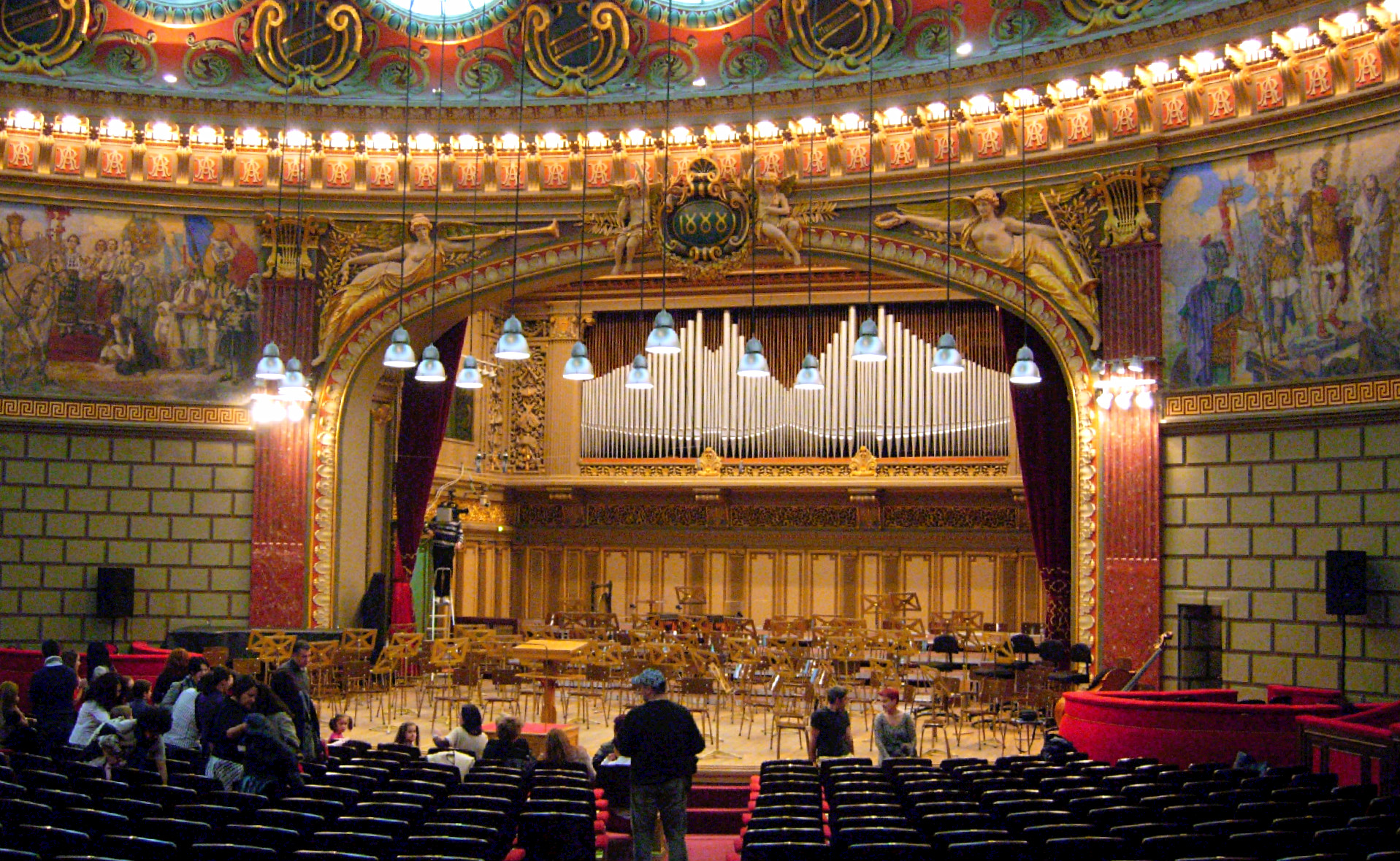
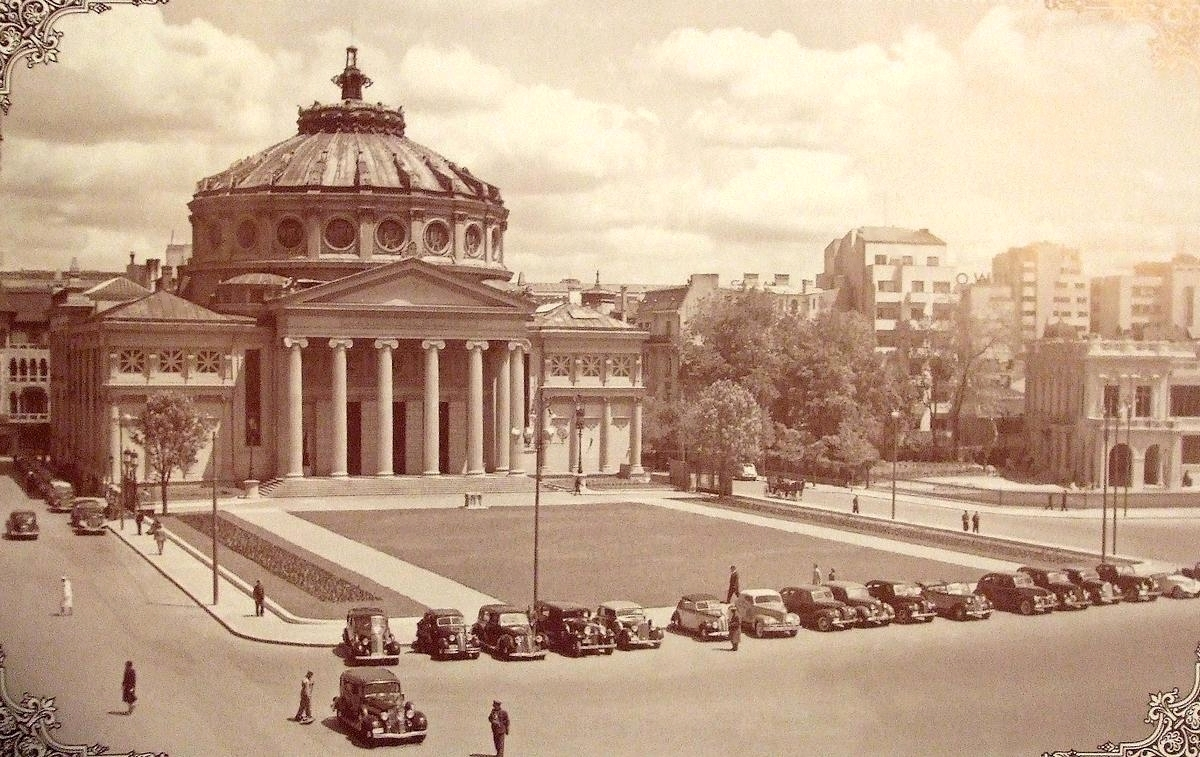
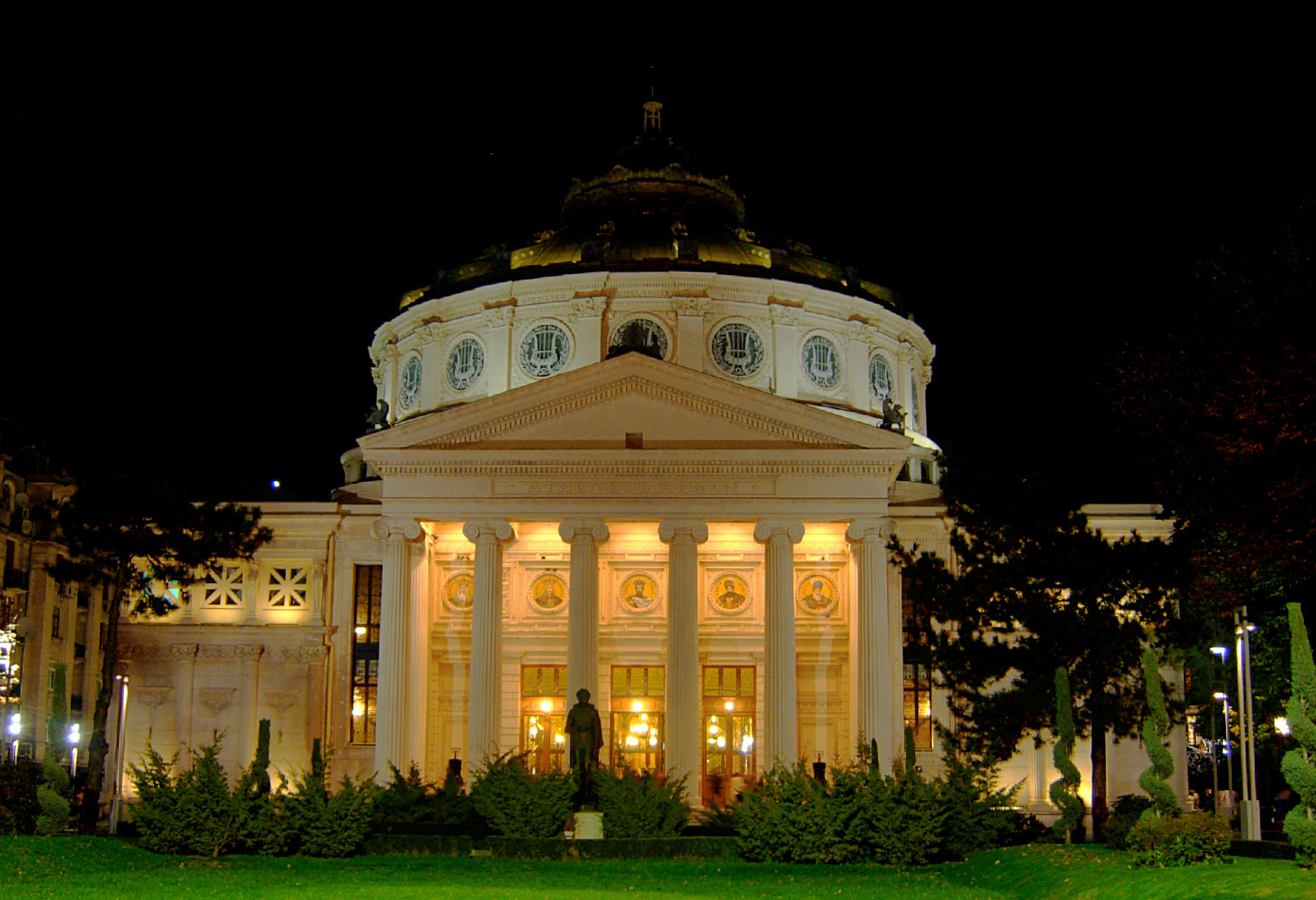